# ایالت‌ها و قلمروهای فدرالی مالزی
مالزی دارای ۱۳ استان است و استاندار هر استان را اصطلاحاً «شاه» می‌نامند.
| پرچم | استان                     | مرکز          | مساحت km2 | جمعیت (۲۰۱۰) | تراکم جمعیت | پیش شماره |
| ---- | ------------------------- | ------------- | --------- | ------------ | ----------- | --------- |
|      | قلمروی فدرالی کوالالامپور | کوالالامپور   | ۲۴۳٫۶۵    | ۱٬۶۲۷٬۱۷۲    | ۶٬۶۷۸٫۳     |           |
|      | قلمروی فدرالی لابوآن      | ویکتوریا      | ۹۱        | ۸۵٬۲۷۲       | ۹۳۷٫۱       |           |
|      | قلمروی فدرالی پوتراجایا   | پوتراجایا     | ۴۹        | ۶۷٬۹۶۴       | ۱٬۳۸۷       |           |
|      | جوهور                     | جوهور بهرو    | ۱۹٬۲۱۰    | ۳٬۲۳۳٬۴۳۴    | ۱۶۸٫۳       |           |
|      | کداح                      | الور ستار     | ۹٬۵۰۰     | ۱٬۸۹۰٬۰۹۸    | ۱۹۹         |           |
|      | کلانتان                   | کوت بهارو     | ۱۵٬۰۹۹    | ۱٬۴۵۹٬۹۹۴    | ۹۶٫۷        |           |
|      | ملاکا                     | ملاکا         | ۱٬۶۶۴     | ۷۸۸٬۷۰۶      | ۴۷۴         |           |
|      | نگاری سمبیلان             | سرمبان        | ۶٬۶۸۶     | ۹۹۷٬۰۷۱      | ۱۴۹٫۱       |           |
|      | پاهانگ                    | کوانتان       | ۳۶٬۱۳۷    | ۱٬۴۴۳٬۳۶۵    | ۳۹٫۹        |           |
|      | پراک                      | ایپوه         | ۲۱٬۰۳۵    | ۲٬۲۵۸٬۴۲۸    | ۱۰۷٫۴       |           |
|      | پرلیس                     | کنگر          | ۸۲۱       | ۲۲۷٬۰۲۵      | ۲۷۶٫۵       |           |
|      | پنانگ                     | جرج تاون      | ۱٬۰۴۸     | ۱٬۵۲۰٬۱۴۳    | ۱٬۴۵۰٫۵     |           |
|      | صباح                      | کوتا کینابالو | ۷۳٬۶۳۱    | ۳٬۱۲۰٬۰۴۰    | ۴۲٫۴        |           |
|      | ساراواک                   | کوچینگ        | ۱۲۴٬۴۵۰   | ۲٬۴۲۰٬۰۰۹    | ۱۹٫۴        |           |
|      | سلانگور                   | شاه عالم      | ۷٬۹۵۶     | ۵٬۱۸۰٬۰۰۰    | ۶۵۱٫۱       |           |
|      | ترنگانو                   | کوالا ترنگانو | ۱۳٬۰۳۵    | ۱٬۰۱۵٬۷۷۶    | ۷۷٫۹        |           |

مشارکت‌کنندگان ویکی‌پدیا. «States and federal territories of Malaysia». در دانشنامهٔ ویکی‌پدیای انگلیسی، بازبینی‌شده در ۲۶ مارس ۲۰۱۲.